# Jesper Svenbro
Jesper Svenbro (Landskrona, 10 marzo 1944) è un poeta, filologo classico e grecista svedese.

## Biografia
Ha studiato presso l'Università di Lund, dove nel 1974 si è addottorato discutendo la tesi dal titolo La parole et le marbre: aux origines de la poétique grecque, poi pubblicata, riguardante le origini della poetica nell'Antica Grecia.
È direttore di ricerca emerito al CNRS. Ha fatto parte del Centre Louis Gernet (CRCSA), poi confluito nell'Unità di Ricerca ANHIMA (Anthropologie et Histoire des Mondes Antiques), di cui Jesper Svenbro è membro associato.
È stato eletto membro dell'Accademia svedese il 5 ottobre 2006 ed ammesso il successivo 20 dicembre 2006. È succeduto nel Seggio numero 8 allo scrittore Östen Sjöstrand.

## Opere
- Det är idag det sker (1966)
- La parole et le marbre: aux origines de la poétique grecque (1976)
- Element till en kosmologi och andra dikter (1979)
- Särimner (1984)
- Phrasikleia: anthropologie de la lecture en Grèce ancienne (1988)
- Les savoirs de l’écriture: en Grèce ancienne (1988)
- Hermes kofösaren (1991)
- Storia della lettura nella Grecia antica (1991)
- Samisk Apollon och andra dikter
- Blått (1994)
- Vid budet att Santo Bambino di Aracœli slutligen stulits av maffian (1996)
- Myrstigar: figurer för skrift och läsning i antikens Grekland (1999)
- Installation med miniatyrflagga (1999)
- Pastorn min far (2001)
- Fjärilslära: antika, barocka och samtida figurer för det skrivna ordet och läsandet (2002)
- Graven och lyran: ett grekiskt tema i Esaias Tegnérs poesi (2002)
- Himlen och andra upptäckter (2005)
- Östen Sjöstrand: inträdestal i Svenska akademien (2006)
- Försokratikern Sapfo och andra studier i antikt tänkande (2007)
- Vingårdsmannen och hans söner (2008)
- Inget andetag är det andra likt (2011)
- Ivar Harrie: minnesteckning (2011)
- Echo an Sappho: Sapho-Fragmente = Sapfo fragmenter (2011)
- Krigsroman (2013)
- Hill, Hill, Hill (2014)
- Ekeby trafikförening (2015)
- Sapfo har lämnat oss: sapfostudier från sex årtionden (2015)